# Necrópolis micénica de Aidonia
La necrópolis micénica de Aidonia (en griego, Μυκηναϊκό νεκροταφείο Αηδονίων) es un cementerio del periodo micénico situado en el área de la localidad de Aidonia, que forma parte del municipio de Nemea, en la región de Corintia, Grecia. 

## Excavaciones
Descubierta accidentalmente por un habitante de la zona, esta necrópolis fue saqueada en la década de 1970 por excavadores ilegales. Entre 1978 y 1980 y también en 1986 fue objeto de excavaciones de rescate oficiales del Servicio Arqueológico Griego dirigidas por Kalliopi Kristalli-Votsi. Más tarde el Estado de Grecia emprendió acciones para la recuperación de una parte de las piezas expoliadas que se habían vendido fuera de Grecia y estaban a punto de subastarse en Estados Unidos en 1993. Estas piezas se conocen como el «tesoro de Aidonia» y fueron repatriadas en 1996 a Grecia. 

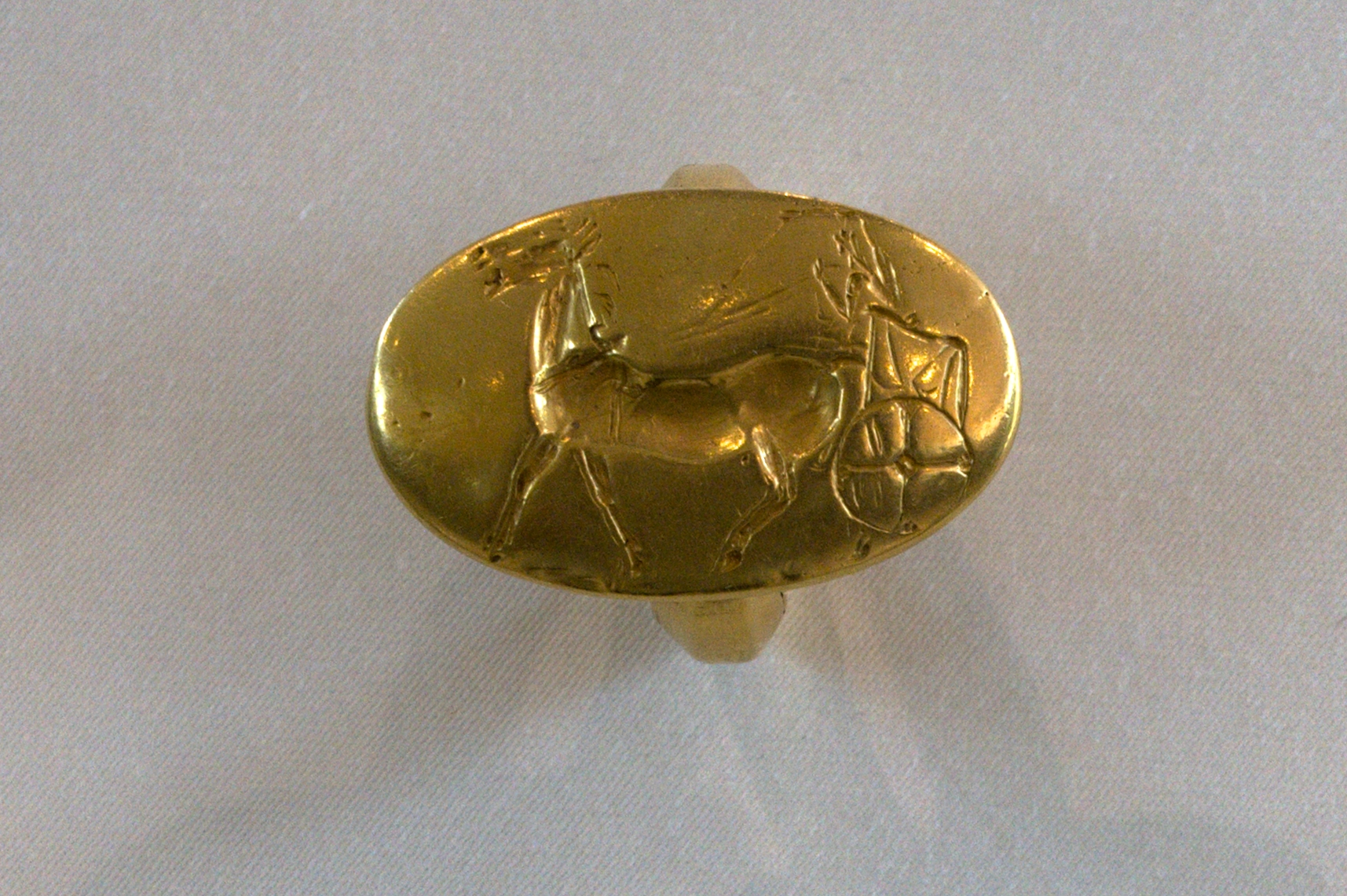
Anillo-sello minoico procedente de la necrópolis de Aidonia.

Puesto que la necrópolis continuaba en peligro de sufrir nuevos expolios, a partir de 2016 se inició otra fase de excavaciones en la necrópolis, dirigidas por Konstantinos Kissas y el Eforado de Antigüedades de Corinto que profundizaron en el estudio del yacimiento arqueológico y descubrieron algunas nuevas tumbas.

## Tumbas y ajuares funerarios

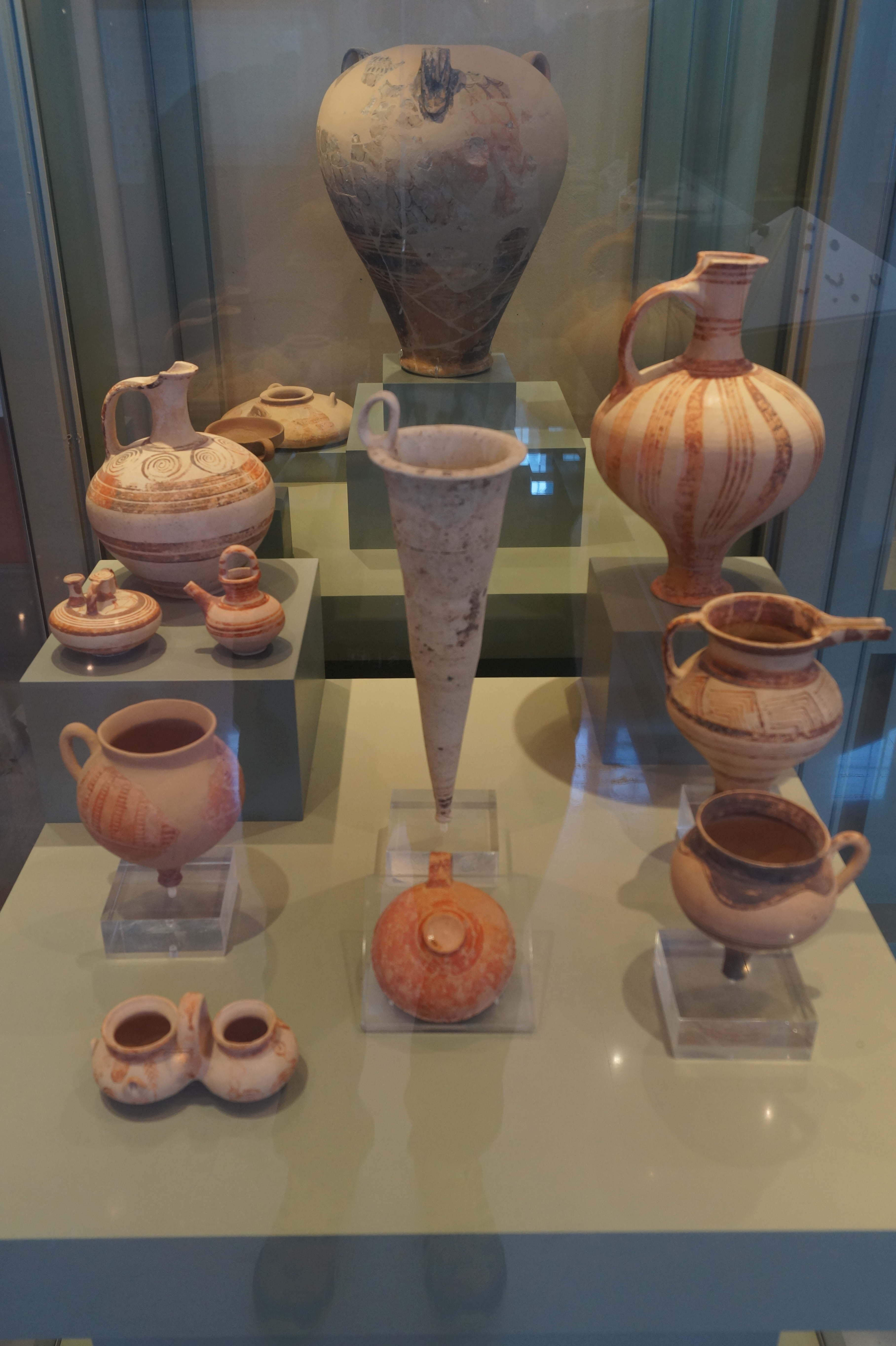
Algunos de los hallazgos, expuestos en el Museo Arqueológico de Nemea.

La necrópolis consta de más de 20 tumbas de cámara excavadas en roca que estuvieron en uso a lo largo de toda la época micénica, aproximadamente desde 1600/1500 hasta 1100 a. C. Algunas de las tumbas del sector inferior de la necrópolis se usaron también en periodos históricos posteriores.
En las tumbas se han encontrado, además de los restos óseos, abundantes objetos de ajuares funerarios, como recipientes de cerámica, armas de bronce, sellos y joyas. Los hallazgos se conservan en el Museo Arqueológico de Nemea.

## Asentamiento asociado
En 1999 fue descubierto un asentamiento a unos 500 m de la necrópolis donde hubo tres fases de ocupación, una en el Heládico Medio, otra en el Heládico Reciente I-II y otra en el Heládico Reciente III A-B. Se ha sugerido que este asentamiento podría asociarse a la antigua ciudad de Aretirea, nombrada en la Ilíada.